# Banque d’Escompte et des Prets de Perse
Die Banque d’Escompte et des Prêts de Perse (persisch بانک استقراضی ایران, russisch Учетно-Ссудный Банк Персии) war eine 1891 von Jakow Solomonowitsch Poljakow als Banque des Prêt (Ссудное общество Персии) gegründete russische Bank, die als Gegenstück zur britischen Imperial Bank of Persia zur Finanzierung der russischen Wirtschaftsinteressen in Persien dienen sollte. Während die Imperial Bank of Persia als privatwirtschaftliche Bank geführt wurde und auf Gewinnerzielung ausgerichtet war, war die russische Banque d’Escompte et des Prêts de Perse nach Aufkauf im Jahr 1894 eine Abteilung des russischen Finanzministeriums und Teil der russischen Zentralbank.
Unmittelbar nach ihrer Gründung begann die Banque d’Escompte et des Prêts de Perse zinsgünstige Darlehen an Prinzen, einflussreiche Geistliche und Kaufleute zu vergeben. Auf diese Weise hatte Russland um 1900 nahezu die gesamte politische Elite Persiens in finanzielle und politische Abhängigkeit gebracht.
Als das kommunistische Regime in Russland an die Macht kam, wurde die Bank an Persien übergeben. Mohammad Mossadegh, der damalige Finanzminister, nannte sie Bank des Iran und übergab die Verantwortung an Morteza Khan Mumtaz al-Molk. Im Jahr 1933 wurde sie mit der neugegründeten Landwirtschaftsbank (Bank Keshavarzi) fusioniert.